# گروه آیسو

آيسو گروپ در سال 2008 قراردادي به ارزش بيش از 7 ميليون دلار براي تامين قطعات يدكي بلوك شرقي براي تعميرات و نگهداري Murena با آژانس تدارك دفاعي كره جنوبي منعقد كرد.

گروه آیسو (انگلیسی: Isu Group) شرکت خوشه‌ای کره‌ای است، که در سال ۱۹۹۶ تأسیس شد.